# Kim Dong-in
Kim Dong-in (Pionyang, 1900–Seúl, 1951) fue un escritor de Corea.

## Biografía
Kim Dong-in nació el 2 de octubre de 1900 en Pyongyang, entonces parte del Imperio de Corea. Fue pionero del realismo y naturalismo en la literatura coreana moderna. Hijo de un adinerado terrateniente, cursó estudios superiores en Japón. Como muchos otros intelectuales coreanos, asistió a la Academia Meiji en Tokio y entró en la Escuela Kawabata de Bellas Artes. Abandonó la escuela al decidir que quería ser escritor. En Japón en 1919 Kim Dong-in y otros defensores de la "literatura en pos del arte por el arte" publicaron la influyente pero temporal publicación Creación (Changjo), junto con Joo Yohan, Jeon Yeongtaek, Choi Seungman y Kim Hwan. Creación se posicionó contra la literatura didáctica propuesta por Yi Kwang-su, Publicó su historia de debut "Las penas del débil" (Yakhanjaui seulpeum). En 1925 publicó una de sus obras más famosas, "Patata", que fue una ruptura en la ficción realista coreana y otra disputa en su guerra literaria con Yi Kwang-su.
Llevó una forma de vida extravagante (gracias a la herencia que recibió de su padre) hasta 1930, cuando sus finanzas empezaron a empeorar. Su situación financiera lo llevó a la drepesión y al uso de drogas. Hasta entonces Kim Dong-in fue un purista (coloquial y realista), pero empezó a escribir seriales de éxito, algo que antes había desdeñado. Entre éstos, una serie de novelas históricas. En 1934 publicó el primer estudio en profundidad de Yi Kwang-su, Estudio de Chunwon y en 1935 abrió la revista mensual Yadam.
En 1939, todavía pobre y enfermo, se unió a Park Yong-hui, Lim Hak-su y otros en una visita a Manchuria patrocinada por el Ejército Imperial del Norte de China. Esto fue claramente un acto de colaboracionismo y se considera, incluso en la Corea actual, una mancha en su carrera literaria. En 1942, sin embargo, Kim fue encarcelado bajo el cargo de alta traición al emperador de Japón.
En 1946, después de la liberación de Corea, tuvo un papel esencial en crear la Asociación Pancoreana de Escritores, que respondió a otras organizaciones de literatura proletaria.
En los años siguientes publicó relatos, incluido "El traidor" (Banyeokja, 1946) y "Crónica de un hombre sin país" (Manggugingi, 1947). Irónicamente, estas obras provocaron una crítica afilada de Yi Kwang-su y otros escritores que colaboraron con Japón durante la ocupación. Murió en su casa de Seúl el 5 de enero de 1951.
En 1955 la revista Mundo de pensamientos (Sasanggye) creó el Premio Dong-in de literatura para conmemorar sus logros literarios.

## Obra
Kim Dong-in es conocido por sus relatos cortos, que combinan una sensibilidad estética exquisita con un estilo de prosa sucinta y una perspectiva objetiva. Llamó la atención primero con la publicación de historias de corte naturalista como "Un documento insigne" (Myeongmun, 1924), "Hwang el rústico" (Sigol Hwangseobang, 1925) y "Patata" (Gamja, 1921). En particular, Patata, que es la historia de una mujer que pierde gradualmente todo sentido de la honradez y degenera en una prostituta que intenta superar sus problemas económicos, se toma como ejemplo del uso del punto de vista realista y determinista del autor con el fin de desafiar la moral tradicional y el uso didáctico de la literatura defendido por el movimiento iniciado por Yi Kwang-su. En una época dominada por el movimiento proletario y la escuela de la nueva tendencia de pensamiento, cuando el arte se utilizaba en debates ideológicos y cambios sociales, Kim Dong-in mantuvo la visión de la estética pura y la autonomía de la literatura como arte. Este punto de vista se refleja en su ficción esteticista "Sonata apasionada"(Gwangyeom sonata, 1930) y en "El templo Gwanghwasa" (Gwanghwasa, 1930), que retratan a artistas locos en busca de la perfección artística.
Muchas de sus historias de han adaptado al cine. El escritor coreano Kim Seungok escribió el guion y dirigió la primera adaptación de "Patata" que se estrenó en 1968. La historia fue adaptada de nuevo en 1987 por el director Byeon Jang-ho. Otras obras que se han llevado a la gran pantalla son: Los jóvenes (1985), dirigida por Ko Seong-ui; Los dedos de los pies iguales (1976), dirigida por Kim Suyong; Sonata apasionada (1979), dirigida por Ko Young-nam; El templo Gwanghwa (1974), dirigida por Joo Dong-jin y Viaje en bote (1973) dirigida por Lee Kyu-hwan.

## Obras en coreano (lista parcial)
Novelas históricas:
- Los jóvenes (Jeolmeun geudeul, 1930–1931)
- Primavera en el palacio Unhyeongung (Unhyeongungui bom, 1933)
- El declive de la dinastía (Wangbuui nakjo, 1935)
- El gran príncipe Suyang (Dae Suyang, 1941)

Recopilaciones:
- Vida (Moksum, 1924)
- Patata (Gamja 1935)
- Relatos cortos de Kim Dong-in (Kim Dong-in danpyeonjip, 1939)
- La puesta de sol del palacio (1941)
- Itinerancia (Baehoe, 1941)
- Los dedos de los pies iguales (Balgaragi dalmatda, 1948)

Cuentos:
- "Las penas del débil" (Yakhan ja-ui seulpeum 1919)
- "Viaje en bote" (1921)
- "Flagelación" (Taehyeong 1922)
- "La boda" (Gyeolhonsik 1931)
- "El traidor" (Banyeokja 1946)
- "Crónica de un hombre sin país" (Manggukin-gi 1947)